# Amanagallu
Amanagallu és una població de l'Índia, estat d'Andhra Pradesh, districte de Mahabubnagar, divisió de Wanaparthy, taluka de Vangoor.
Fou governada pels reis Vavilala que també governaven a Charikonda, Irvin i Vangur areas. El rei principal fou Rudraya Reddy i foren feudataris dels Kakatiyes. Bethala reddy fou nomenat governador d'Amanagullu pel Kakatiya Ganapatideva. Sota el seu descendent Singama Nayaka I (1326-1361), que es va fer independent a la caiguda dels Kakatiyes, Amanagallu fou la capital dels seus dominis, que van esdevenir després el regne Recherla Velama dels Padmanayakes de Rachakonda, (Rachakonda era la fortalesa on va traslladar la capital el seu fill i successor Anavotha Nayaka).